# 宇奈月トンネル
宇奈月トンネル（うなづきトンネル）は、富山県黒部市を通る、富山県道14号黒部宇奈月線のトンネル。完成当時は、富山県道13号朝日宇奈月線とも重複していた。
宇奈月温泉街の手前の、道幅が狭く冬季は雪崩や路面凍結の危険がある交通の難所を解消するために建設された。

## 概要
起終点はいずれも富山県黒部市宇奈月温泉字五千僧。
- 延長：510m
- 幅員：9.75m（車道6.5m、歩道3.25m）
- 高さ：4.5m[1]
- 照明灯数：140灯
- 防災設備：非常電話3箇所、非常ベル11箇所、両出口に警報表示版2面（設置当時）
- 総工事費：11億3,800万円

## 歴史
- 1981年7月 - 富山県により着工。
- 1982年6月 - 貫通[2]。
- 1983年3月28日 - 完成式。16時過ぎから一般開放[1]。